# Остров Лейкина
Остров Лейкина (до 1978 года — Осушной) — остров в Море Лаптевых, к северо-западу от дельты Лены. Административно относится к Анабарскому улусу Якутии.
Остров Осушной переименован в остров Лейкина решением Совета Министров Якутской АССР в 1978 году в память о скончавшемся в тот же год полярном исследователе Борисе Израильевиче Лейкине.